# あさりちゃん
『あさりちゃん』は、室山まゆみによる日本のギャグ漫画作品、およびそれを原作とした東映、東映動画（現・東映アニメーション）制作のテレビアニメである。36年間の長期にわたり、小学館の学習雑誌誌上にて連載された。

## 概要
小学館の学習雑誌『小学二年生』で、1978年8月号から2014年3月号まで（中断期間を挟んで）足掛け36年に渡って連載された漫画作品であり、作者である室山の代表作でもある。過去には『月刊コロコロコミック』や『ぴょんぴょん』、『ちゃお』、『小学一年生』、『小学三年生』、『小学四年生』、『小学五年生』、『小学六年生』などの雑誌にも連載されていたが、雑誌の休刊等によりに初出誌の『小学二年生』のみの連載となり、『小学二年生』2014年3月号を以て終了した。
本作の連載第1話となる「小二」初出の話は単行本未収録となっているが小学二年生2014年3月号に再掲載された。
第31回（昭和60年度）小学館漫画賞受賞。1982年にはテレビアニメ化されている。
小学4年生の主人公、浜野あさりの周囲で起こる出来事を中心に描いたギャグ作品であり、日常的な出来事の他にも異世界やファンタジーなど、SF的な風味も取り入れた幅広い作風が特徴である。
作中の時代設定は掲載時とほぼ同じに合わせてあり、時代に合わせた言葉遣いや時代を象徴する物（スマホやパソコンなど）も数多く登場する。また、登場人物が年を取ることはないが、誕生日を祝うシーンはある。
作者はもともと友達が少ないタイプだったので学校行事などの集団生活に思い入れがなく、連載当初の登場人物は一家のみで、家庭内で物語が完結するスタイルをとっていた。しかし、テレビアニメ化の際、登場人物の少なさ を補う為、アニメスタッフからの要望でかなりの数の新キャラクターを追加（カバ先生、森野カケスなど）。これが原作にも逆輸入の形で反映されたことで、物語の幅が広がる転機となったという。
最終回は「あさりがオリンピックに出て金メダルを取る話」という構想もかつてはあったが、最終的には「特別じゃない終わり方にしよう」とごく普通の回（タタミの卒業・あさりの5年生進級）で最後を締めくくることになった。また、最終巻おまけの「作者のぺえじ」では読者から送られてきた最終回予測である「『あさりちゃん』は病弱で漫画好きな女の子あさりが自分をモデルに描いていた漫画だった」を実際に漫画化しているが、あまりにも悲しい結末ということで最後のコマで作者が「こんなのあさりじゃない」「不可（ボツ）！こんな話ぜったいダメ！」と却下している。
単行本完結後も雑誌形態の総集編で新作を発表している。
2015年『小学二年生8月号増刊　あさりちゃん　ゆうれい＆妖怪大集合！？』ではあとがき「作者のぺえじ」で「皆様があさりちゃんを応援してくださるかぎりわたし達は何度でも不死鳥のようによみがえるでしょう」とコメントしている。
2019年8月1日、公式Twitterアカウントが開設された。

### 本作のジャンルと連載期間
本作はもともと『ドラえもん』などと同様、小学館の学年誌に掲載される為の低年齢向けギャグマンガというジャンルで開始された。開始から10年目程度までは読者層の性別を問わない、1話完結のスラップスティックギャグ中心の内容だった。
しかし、女性の著者が少女を主人公に描いていたこともあり、アクセサリーや服飾の話など、男児をあまり意識しない内容が盛り込まれるようになっていった。1988年、少女漫画誌『ぴょんぴょん』創刊の際に新作連載がそちらに移ると、この傾向は加速して行き、1990年代頃にはギャグマンガではあるものの、内容は女児向けを主体としたものになっていた。のち『ちゃお』移籍を経て学年誌に戻った後もこの傾向は解消されずむしろ強まっていく。
この為、本作品を「低年齢向けギャグマンガ」とするか「少女マンガ」とするかは意見が分かれる。
なお「少女マンガ」と分類した場合、一般に“少女マンガ最長”とされている『パタリロ!』よりもわずか数カ月だが早く連載が始まっている。

### 単行本
単行本は小学館のてんとう虫コミックスより発行。全100巻。てんとう虫コミックスでは最長の巻数と掲載期間を持ち、2013年12月時点で累計発行部数は2800万部を記録している。また、ぴっかぴかコミックスより10巻まで発行され、以下続刊している。『小学三年生』・『小学四年生』の休刊に伴い、100巻での連載終了が決定。98〜100巻は書下ろしとなる旨ファンクラブ会報「ざしきぶた通信」で作者が公表している。
全巻、Kindle版、デジタル版（コミック小学館ブックス）で発売されている。
単行本では通常（下稿の特別編などを除く）、1話約8頁読みきりのストーリーで完結し（まれに続編として、数話にわたって続くものもある）、浜野家や学校を舞台とした読者が感情移入しやすい身近な出来事をネタとしたものが多くセレクトされている。また、読者から送られてきた手紙の内容を元に作者が構成をしたストーリーも数多く載録され、採用者は毎巻、巻内の「作者のぺえじ」で紹介されている。
膨大な話数が存在する為か単行本未収録の作品は多く、いくつかの巻では重版の際、不適切な表現を含む作品が修正または別の作品に差し替えられているが、詳細は公表されていない。
2014年9月10日、小学館は『あさりちゃん』が「2人組によるコミックシリーズとして最多の発行巻数（女性作家）」としてギネス世界記録に認定されたことを発表した。二人は「ただ普通に漫画を描いてきたことが記録として認定されるのは気恥ずかしくもありますが、それ以上に誇らしい思いもしています」とコメントした。

### 続編
上述の通り、定期的な連載が終了したあとも、不定期な新作発表は行われており、作品そのものは継続している。小学5年生に進級したあさりの姿を描いた「あさりちゃん5年2組」の単行本が2016年7月22日に刊行された。2023年5月26日、約7年ぶりとなる新刊「あさりちゃん リベンジ」を刊行。およそ7割が新作描き下ろし、他に今まで単行本未収録であった過去の読み切り作品を収録。2024年には103巻「あさりちゃんinパリ」も刊行された。

## 登場キャラクター

### 浜野家
あさりちゃんをはじめとする浜野一家は帆立市巻貝町十番地に住む。
浜野 あさり（はまの あさり）
声 - 三輪勝恵
本作品の主人公。浜野家の次女で桜貝小学校の4年生。名前の由来は海産物の「アサリ貝」より。なぜこの名前にしたかは、作者本人によると頭文字に「あ」がつく物を候補として多数挙げたのち、その中から「あさり」を選んだとのこと。
勉強は苦手だが明るく元気な少女。やや自己中心的な面もあるが天真爛漫（悪く言えば単純）で憎めない性格。姉のタタミとは喧嘩ばかりだが姉妹仲が悪いわけではなく、一緒に物事を解決したりイタズラをして母のさんごからそろって制裁を受けることもある。
趣味は漫画を読む事と買い食い、男子に混ざってのサッカーなど。毎月のお小遣いの額は1000円で、買い食いなどの無駄遣いでいつも金欠になる。特技は大食いでニンジン以外の食べ物は何でも意地汚く食べる底なし胃袋の持ち主。ただし、大食い対決で負けたこともある。肥満気味で、さんごにしばしばダイエットを命じられるが、大抵は食欲に負けて失敗する。漫画家になるのが夢で自分でも漫画を描いており、絵だけならプロ級の腕前（話を考えるのは苦手）。
クジ運に関しては強運を誇り、懸賞もよく当たっている（逆にそれが仇となり、卒業式の送辞を読む羽目になったこともある）。アニメの1話ではいきなりハワイ旅行を引き当てたが小学生だという理由でお流れになってしまった。それでも名前のとおりあっさりとしており、笑顔で不幸を自ら跳ね除けるくじけない強かさをアニメの第一話でアピールしている。また霊感も少なからずあるらしく、時折幽霊や貧乏神を目撃したり、また絡まれたり、時には幽体離脱するなど、その手の体験も人一倍ある。しかし、幽霊と怪談を誰よりも苦手としている。
自称「黄金の足」と自慢するほどの俊足を持ち、水泳を含む運動全般も得意だが、スケートとバレーボールは苦手（スケートに関しては本人曰く氷とスケート靴の刃が苦手なだけ）。喧嘩も強く、男子中学生10数人相手とほぼ互角に戦ったこともある。別名「桜貝小の野獣」。
学校の成績は図工と体育以外は総じて悪く、特に算数と国語が苦手でテストも0点が多い。また生活態度は「遅刻する」「宿題を忘れる」「授業中に騒ぐ」「他人の給食に手を出す」などといった悪事を行なうことが多いが、根は善良で正義感が強く、弱い者いじめは決して許さないといった良い所も多いので、クラス内では人気がある。男子とは一緒にスポーツやゲームで盛り上がっている。女子とも仲が良いが、元々少年趣味であるため、ファッションなどの話になると全くついていけない事が多い。
姉のタタミとは対称的で動物好きで捨て犬でも狸でも平気で拾って飼おうとするところがある。
年の割にマセており、コミケでBL本を購入したり、父・イワシのアダルトビデオをこっそり見ようとしていた。
クラスの女子では1番背が低く、幼稚園児とよく間違えられる。
美人ではなく、本人も自覚しているが、話によっては自分の事を美系と思っている場面がある。ただし、「あさりの英雄伝説」において「自分より美人がいない世界」を願った時に、さんごママと姉のタタミは平気だったことから、浜野家ではいちばん器量がいいらしい。
好みのタイプは美形であり面食いだが、その素行と凶暴さで普通の男子からは敬遠されている。しかし、必ずしもモテないわけではなく、ごくまれにあさりに好意を持つ男子も存在する。
学年誌に掲載されていたため、主人公を読者と同じ学年にしようと、掲載誌によってあさりの学年も変更されており、初期の作品ではあさりが4年生ではないエピソードも存在する（現在この設定は破棄されている）。
一人称は、初期は「わたし」だったが、現在ではごく一部を除き「あさちゃん」（初出は17巻だが、本格的に使い始めたのは28巻頃から）に変わっており、キャラクターのイメージも初期に比べて幼い感じになっている。
食べ物や金銭が絡むと周りが一切見えなくなり、写真コンクールの賞金欲しさにタタミやうにょのヘアヌード写真を撮ろうとしたことがある（この時あさりはタタミやうにょに対し「セミヌードでもいいから（タタミに対して）」や「どこからどこまでがヘアか解らない（うにょに対して）」とぼやいていた）。
歌はかなりの音痴であるが、声質は松田聖子に似ている。
浜野 タタミ（はまの タタミ）
声 - 川島千代子
浜野家の長女であさりの姉。桜貝小学校の6年生。名前の由来は「畳」ではなく海産物の「イシダタミ貝」またはたたみいわしより（64巻より）。また作者によると彼女の名前として「シジミ」も考えたが、「シジミ」貝は「アサリ」貝よりも小さいので、姉の方が妹よりも小さくなるのは不自然だと考えたために「タタミ」に決めた、というエピソードがある。
近眼で常時メガネをかけており、風呂に入る時や寝る時もメガネを外さない。
桜貝小創立以来の秀才で、あさりとは対照的に成績は図工と体育（特に陸上と水泳）を除き優秀。県下の一斉テストで一番を取ったこともあり、進路は名門中学である英才学園を受験すると決めている。外では成績優秀のナルシストとして振舞うのとは裏腹に、家では暴力的であさりと大喧嘩をしている。あさりに「オニタタミ」などと言われている。喧嘩の腕前はあさりと互角以上。運動神経も悪くないが、鈍足でカナヅチ。そのため学校のプール開きが近づくと憂鬱になる。スポーツは苦手だが、初期のエピソードではソフトボール部のエースとして活躍していた。一度サッカー部にゴールキーパーとしてスカウトされた事もある。
秀才系ナルシスト及びペテン師であることを鼻に掛けてあさりを騙したりしているが、悩むあさりに助言を与えたり、一緒に問題を解決するなど、現在ではあさりの相談相手的な側面を見せることも多く、基本的には仲の良い姉妹である。自分のミス（水中で足が攣ったあさりを助けに来た青年にふざけているとの誤解を与えてしまった）であさりが溺死しかけた際には泳げないにもかかわらず、助けに飛び込むなど姉としての責任感を見せたこともある。時にはあさりと2人で度が過ぎた悪ふざけをし、母親のさんごから姉妹揃って罰をうけることもある。
あさり同様、面倒見のいい姉御肌で困っている人間を放っておけない。またプライドが高くどんな事でも他人に負けることを嫌う。小学生にしては並々ならぬ知識を持ち、発言や行動も大人びており若干回りの人間を見下している節がある。また初期には小学生でノーベル賞を獲ることを夢に見るなど、やや誇大妄想的な所があった。
趣味は勉強と読書と貯金で、特に貯金に関して天才的な能力を持っており、毎月のお小遣いの額は2000円でありながら50万円という小学生にしては高い金額を貯金していたことがある。あさり曰く「金儲けの天才」。
好みの異性のタイプは美形であり、担任の成瀬先生や道で会う中学生や高校生などが多く、どうやら年上の男性に強い憧れがあるらしい。学校では女子に人気があり、同級生の女の子から告白されたこともある。
一人称は当初からずっと「わたし」だが（過去に「あたし」と呼んだこともある）、まれに「タタミ様」と自称する時もある。あさりと違い学校では真面目でおとなしくしているが、美大和登場の回には他校にまで「影の大番長」として恐れられていることから、悪名は広まっているようである。また、根っからの動物嫌いでうにょ以外のペットには大抵ひどい目に遭わされていた。
小学校卒業と同時に中学受験をし、見事英才学園中学に入学。小学校の時と同じく、開校以来一番の成績優秀者で卒業し、名門貝柱高校に進学。貝柱高校では3年生の時にあさりがスポーツ特待生で入学して再び同じ学校となる。高校生からは母親に似た抜群のスタイルを持ち、美少女となり、さらに生徒会長になるほど小学校よりも信頼される優秀な少女となった。しかし性格は相変わらずで、さらにギャル系ファッションに目覚めたあさりに呆れており、高校生ながら濃い化粧をするあさりを後ろから鞄で思いっきり叩いて注意するなど暴力的だが良き姉である。
初期の作品において、あさりが5年生もしくは6年生となっている回では、タタミはセーラー服を着た中学生として登場している。
浜野 さんご（はまの さんご）
声 - 向井真理子
あさり達の母、旧姓「藤壷」。九州出身。名前の由来は海底に生える珊瑚より。年齢は諸説があるが作者によると36歳であるらしい（連載初期での設定も同じく36歳）。あさりの担任・神田八郎とは同い年であると本人が語っているエピソードがあり、その場合は38歳であるということになる。
三流大学の私立四年制の巻貝大学（作者は一度卒業校名を間違えたことがあり、読者からの手紙で気付いた事を単行本のおまけで告白している）英文科を卒業後、浜野イワシと結婚したマダム系専業主婦で、不器用だが何にでも挑戦する元気な人物。
マダムである故に教育面ではかなりの完璧主義で、自分の子供（特にあさり）のしつけには厳しく、スパルタ教育塾や家庭教師、さらには大天才養成ギプスなど、ありとあらゆる（時には）常軌を逸した手段であさりの成績を上げるべく奮闘するが、全く成功した試しがない。あさりから「オニババ」「クソマダム」と言われている。
痩身で均整の取れたモデル顔負けのプロポーションの持ち主だが、顔の形がキューリに似ているため、あさりから「キューリママ」「キューリ星人」「裏なりのキューリ」と呼ばれることもある。ただし初期の顔立ちは現在とは異なっており、キューリ型ではなく下膨れの顔であった。
タタミと同じくカナヅチで鈍足だが、砲丸で軽々とお手玉ができるほどの怪力の持ち主（投擲時の狙いは悪く、娘たちに「わたしたちを殺す気だ」と言われるほど。一方で円盤投げは夫婦喧嘩で皿を投げているのでうまい）で、あさりとタタミの二人がかりでもかなわないほど格闘能力は高い。別名「大怪獣SANGO」。3分間で150回の腕立て伏せができる。
不器用なため裁縫は苦手だが料理はそこそこ得意で、ケーキ作りコンテストで優勝した経験も持っている。しかし、面倒くさがり屋なため、日々の家庭の食事は手ヌキしてワンパターン化している。大学時代、しゅりんぷ亭というレストランでアルバイトした経験があり、あさりの大好物のエビフライの作り方や他の料理の腕前はその頃に培われたと推測される。しかし家計を預かる主婦でありながら遣り繰りが下手な上に浪費癖があり、高級ハンドバッグ、毛皮のコートなどの贅沢品をたびたび衝動買いしたり、後先考えずに高級店で外食したりしている。浜野家の家計がピンチになる原因は大抵彼女の無駄遣いに因るものが多い。特に宝石類を病的なまでに好んでおり、近所の宝石店が火事に遭ったときに裸足で宝石店に駆けつけたこともある。
かなりの音痴で、これは次女のあさりにも受け継がれた。
初期はあさりの成績が下がったり、悪ふざけの度が過ぎると往復ビンタに逆さ磔など、過激なスパルタ教育を行っていたが、児童虐待が問題視されるようになった影響もあり暴力的な行為は少なくなり、犯罪まがいのイタズラや嘘をつくなど不正をした場合に軽度の体罰を行う程度になった。
卒業後は一年ぐらいしか働いたことがなく、その経験不足のため、調理のパートに出た際には失敗してしまい、主婦業しかできないことが露呈してしまった。
夫のイワシとの初デートの様子については漫画版には描かれていないが、アニメ17話「タタミの初デート」での彼女の回想シーンにて確認できる。
浜野 イワシ（はまの イワシ）
声 - 富山敬
あさり達の父。地元の帆立市出身。名前の由来は海産物である鰯より。年齢は40歳（連載初期での設定は38歳）。巻によっては名前は浜野鰯となっている。
他の家族3人とは対照的に、優しく大人しい性格だが、子供たちからは父として尊敬されている。賑やかな家族を大切にしている。初期の単行本冒頭のキャラクター紹介ページでは「出番が少ない」と必ず書かれており、「イワシ=出番が少ない」というのがキャラクターの特徴として認識されてしまっている。一家の中で貧乏くじを引くのは、あさりか唯一の男性である彼である事が多い。
アニメ版（後述の4項を参照）では、一家の大黒柱としてかなり活躍している。
大手の製薬会社に勤務しており、会社でのポストは部長（4年前は課長であり、部長になれたのはそれ以降の出来事）でエリートコースに乗っているらしい。その会社ではサイドビジネスでスイミングスクールも経営しており、あさり、タタミ、うにょがローカルCMに出演した。子供の頃はプロ野球選手になるのが夢で、小学生の頃から少年野球をやっており、中学生の頃も野球部に入部していた。しかし、実際は守備に付けばトンネルをやらかし、打席では空振りばかりの才能がない下手の横好きであり、一度もレギュラーになれた事はなく夢を断念した。だが野球に対する情熱は未だ捨てておらず、息子が生まれたらキャッチボールをするのが夢だったと語っており、現在でもプロ野球を観戦するためにしばしば球場へ足を運んでいる。
趣味はゴルフと酒。また金魚すくいが得意で、隣町の金魚すくい大会では9年間連続で優勝した実績がある。大学生の時は、フランス文学を専攻しており、「成績優秀だった」と冗談めかしく自慢している（28巻「ウホホ、大金持ちじゃ」より）。
普段は女三人男一人の一家の中で立場が弱いが、子供たちの悪ふざけが過ぎると冷静に諭したり、さんごの行きすぎた教育方針ややりくり下手を窘めたりするなど、ここ一番の場面では「父親の威厳」を見せることも多い。さんごと互角の夫婦喧嘩を繰り広げたこともあり、あさりに「二大怪獣の激突」と称された。
家族の中ではあさりの1番の理解者。
うにょ
40巻から登場した浜野家の飼い犬で、1歳半の雑種のオス犬。
元はタタミのクラスメイトでイケメンの少年に飼われていたが、家がマンションに引っ越して飼えなくなるため、タタミが（イケメンの頼みは断れないため）引き取り浜野家のペットとなる。しばらくして元飼い主はマンションから普通の家に引っ越したが、完全に懐いてしまったため、未だに浜野家で飼われている。普段は「にょん」と鳴くが、鳴こうと思えば「ワン」と鳴ける。
性格は大人しく気弱で番犬にはまるで向かないが、さんごの方針で梅雨以外の季節は鎖をせずに屋外で飼われている。また犬にしては知能も高く自分で鎖をほどいたこともあった。1人で散歩に出かけ、人間の食べ物を食べているうちに激太りしたこともある。あさりの遊び相手でもあるが、そのためしょっちゅう騒動に巻き込まれている。一家の中ではイワシと立場の弱い男同士、気が合うらしくよくイワシと散歩に出かけている。別の家の飼い犬に子供を産ませたことがあり、後に去勢されている。
母親の「にょにょ」、兄の「あにょ」、妹の「いにょ」がいて、全員そっくりな容貌をしている。その犬たちも同じ帆立市内の別の家で飼われているようである。
誕生日は、85巻「決定！うにょくんの誕生日」の回では、浜野家によって11月11日と決定された。しかし、94巻「ぼくは幸せワンコ？」の回で、タタミが「うにょはにょん、ワンじゃない」と言ったことで、2月4日となった。その後、97巻「うにょに負けたパパ…？」の回では再び11月11日となっている。

### 親戚
藤壷 かさご（ふじつぼ かさご）
さんごの母親であさりたちの祖母。
さんごそっくりの顔立ちをしている。娘のことを「さんごさん」と呼んでいる。年齢は不詳。
さんごの実家である九州在住で、よくあさりやタタミにプレゼントやお小遣いを送ってくれる優しいお祖母ちゃん。

### 桜貝小学校
帆立市巻貝町にある創立六十周年になる公立の小学校、あさり、タタミが通う学校である。学校自体にこれといった特色はないが男子生徒にイケメンが多く、女子生徒も芸能活動をしている子供が多い等、生徒の外見的なレベルは高いのが特徴。「あさりの小学校=桜貝小学校」という設定はアニメ化と共になされたもので、アニメ化以前の話では、あさりの学校が「凡倉小」となっている話（7巻「わたしがエースよ」など）も存在する。

#### 先生
神田 八郎（かんだ はちろう）
声 - 寺田誠
あさりのいる4年3組の担任。
あさりの素行の悪さにいつも悩まされているが、あさりのお陰でクラスはイジメが無いと通知表で評価するなど理解者でもある。あさりから「かんだはちろう」から取って、「カバちゃん」と呼ばれているが、本人は不快に思っている。炊事・洗濯・掃除などの家事全般が得意な38歳の独身のベテラン。
教育熱心な先生で、学校の授業をちゃんと受けていれば塾なんか必要ない、と発言したこともある。また作中で彼が出す宿題は作文や詩、俳句を作るなどといった物が多く、かなり「国語」に重点を置いている傾向がある。彼は桜貝小の卒業生で、在校時に校庭にタイムカプセルを埋めたことがあり、卒業文集に「桜貝小学校の先生になりたい」と書いていた。
実はアニメで初めて登場したキャラクターで、その後に漫画の方に逆輸入されレギュラー化した（ただし単行本6巻「残り物委員」で彼に似た先生が登場している）。
アニメでは名前がカンパチ先生となっている。15歳離れた妹はかなりの美人。
岩穴 鱓之介（いわあな うつぼのすけ）
桜貝小学校の校長、年齢は53歳。
あさりが「校長室で正座」という懲罰の常連であるため、あさりとは面識が多い。あさりが校長室に行った時は必ずお菓子をもらうので、「反省しなさい!」と言われる。彼の肩にはデフォルメされたメガネのウツボがよく描かれており、あさりから「うっちゃん」と呼ばれている。
登場初期はそれほどおかしな性格ではなかったが、準レギュラー化して出番が増えた頃から、珍品収集家、ナルシスト、お祭り好きなどといった面を見せるようになり、すっかり「変なおじさん」としてのキャラクターが定着している。趣味は変な物集めで、集めるだけでなく自分で彫刻を作ったこともあった（この時の作品は「宇宙人」というタイトル）。
学生時代は陸上の選手だったらしく、大学時代に100mで日本記録を出しており、今でもその健脚は衰えていない。家族はモデルをやっている一人娘のニコルがいるが、フランス人の妻とはすでに死別している（87巻によると7年前）ため、現在独身状態。校長であるにもかかわらず、寒いダジャレを連発する、校長室に生徒たちを連れてきて一緒に給食を食べるなどの行動が多く、しばしば生徒たちの顰蹙を買っている。またマスコミに学校の特色をアピールしようと、寒中運動会、覆面給食など数々の企画を立てているが、どれも思いつきで立てた計画なので現実性が無く、毎回企画倒れに終わっている。「ハイスクールあさりちゃん」（あさりが高校生になった書き下ろしのストーリー）では、陸上選手としての実績とあさりへの慣れた扱いを見込まれ、陸上部所属のあさりのコーチとなっている。好物は豆板醤などの辛いもので、カバンにいっぱい詰めて学校に持参し食べている。キリスト教徒で、牧師の資格を持っている。
成瀬 拓也（なるせ たくや）
タタミのいる6年2組の担任で年齢は26歳。この学校の中では1番の美形で、性格の方も謹厳実直で立派な先生である。
婚約者がいるが、結婚式の日は決まっていない。好物は手作りのジャム。
久米（くめ）
成瀬先生の前の6年2組担任。外見は黒髪でそれほど美形ではないが、背が高く爽やかな顔立ちをしている若い先生。まれにメガネをかけている時もある。
クラス一の秀才であるタタミには特に目をかけており、タタミがわざとテストを白紙で出した時は心配して保健室に行くように言ったこともある。作中ではっきりと名前で呼ばれることはなかったが、単行本14巻の「転校生は女王様」で名前が判明している。タタミの好きな先生だったが事情があって辞めている。
初期はタタミの担任はキャラが固定されておらず、作中では久米・成瀬の他に修学旅行では短足の中年男性、保健Gメンの話ではメガネの中年教師など二人の「幻の担任」が存在している。
教頭先生
単行本31巻に登場。名前は不詳。ゴリラそっくりの風貌なため、口が悪いあさりに「輸入禁止の保護動物」と言われている。

#### 4年3組の生徒（あさりのクラスメイト達）
吉川 ゆかり（よしかわ ゆかり）
おかっぱ頭の少女。
あさり、後述の島井沙紀、岬みりあ、岸本うるかと仲が良く、彼女たちと行動を共にしていることが多い。グループのなかではリーダー的存在で、活発で行動的な性格。
名前が最初に出たのは単行本24巻の「言葉遊びは楽し〜い!?」だったが、この時は現在のような性格ではなく、一話限りのゲストキャラクター扱いでセリフもその域を出ない物だった。しかし、黒髪のおかっぱ頭という特徴のある外見は作者にとって描きやすかったらしく、その後もたびたびあさりのクラスメイトとして登場していた。作者本人も彼女の名前があることを忘れていたが、読者からの投稿で急遽コミックスを確認した所、彼女の名前が判明したというエピソードがある（ゆかり初登場の時は他に「岡部文彦」「林かこ」というクラスメイトも出ているが、こちらは再登場していない）。比較的初期の登場だったことや、登場頻度の多さから存在感が強く、公式ホームページ「あさりちゃんのへや」での人気キャラクター投票では第6位に食い込んでいる。
祖母は茶道の先生をしている。また、字が上手らしい。あさりのことは「浜野さん」と呼んだり「あさりちゃん」と呼んだりと回によってバラバラで、読者からの投稿でも突っ込まれているが本人は「どう呼ぼうと私の勝手」と開き直っている。
島井 沙紀（しまい さき）
ショートヘアにジャンパースカート、メガネがトレードマーク。名前の由来は魚の「シマイサキ」からきている。
85歳の曾祖母がおり、彼女の誕生パーティーにあさり達が招待された。
ペットに犬が欲しいと家族にねだっていたことがあるが、その後、別の話で飼い犬に手を噛まれたというエピソードがあるので、この願いは叶った模様。
岬 みりあ（みさき みりあ）
長髪にリボンが特徴のあさりのクラスメイト。服装はレース、フリルなど、女の子っぽい服が多い。
「キラキラコロシアム」というおしゃれな女の子を育成するゲームをやっていたことから、ファッションにはとりわけ関心が高い。美人でスタイルもいいが実はかなりの大食漢で、大食い大会であさりに圧勝したり、シチューを鍋ごとガブ飲みしたり、カエルやダンボールを食べたことさえある。
名前が付けられた（しかも作者が半ば適当に）のは58巻で、そのとき既にクラスメートの多くには名前があり、ある程度キャラクターも確立されていたため、あさりの友人のなかでは登場が遅い。しかし読者の間では人気が高く、「あさりちゃんのへや」での人気キャラクター投票では、あさり、タタミ、うにょ、作者に次ぐ第5位に輝いた。
出番は多く、あさりに一緒に楽器をやろうと持ちかけたり、犬の種類の言い合いの勝負をしたり、時にはケンカをしたりと（仲直りの際には、それぞれ持たされたお菓子をバクバク食べている）と、比較的他のクラスメートに比べてエピソードが豊富である。
字が下手で学級文集の原稿をなかなか提出できていないことから、国語が苦手らしい。
岸本 うるか（きしもと うるか）
お下げ髪が特徴のあさりのクラスメイト。身内にバンドをやっているウーパールーパーそっくりの兄がいる。かなりの兄思い。
あさりのクラスメートのなかでは名前を付けられるのが最も遅かったが、登場自体は他のクラスメイトと大差ない時期である。誕生日にあさりから手書きの漫画を贈られた。クラス対抗リレーの代表に選ばれたことがあり、走ることが得意らしい。名前の由来は鮎の腸を塩辛にした「うるか」からきている。
藪小路 いばら（やぶのこうじ いばら）
声 - つかせのりこ→野村道子
あさりのことが嫌いな金持ち一家のお嬢様。作者の別作品『ハッピー・タンポポ』に登場する同名のキャラクターをアレンジしたキャラクター。
性格は高慢かつ嫌味で、あさりの行動にちょくちょくケチをつけてはケンカをしている。また金持ちの癖にかなりの吝嗇家。従姉ののばらのことを「のばらおねえさま」と非常に慕っている。現在のクラスメイトの中で最も初期から登場しており、性格はさほど変わっていない。
初期はあさりに夕飯をご馳走したりするなど友達のような付き合いもしていたが、今はあさりに敵意も持つライバルキャラクターになっている。ペットはジョアンナという猫（名前の由来は同時期に「ぴょんぴょん」に連載されていた『光のパンジー』の登場人物。性格は凶暴で、動物好きのあさりにも飼い主であるいばらにもなつかない。上品なため「お」（美化語）を付けて「おにゃ〜ん」と鳴く。後に高齢出産で他界）、その子供たちのジョアンナジュニア、セレブ犬と言われるジョワンナという雌犬も飼っている。原作では彼女の親は顔が分からない状態でしか登場しないが、アニメ版では46話「欲張りクリスマス」の回で両親共に全身が分かる状態でゲスト出演をしている。
なお、あさりと同じ学校に通っているのは受験に失敗したからであり、本来は私立校に行く予定だった。また、高校受験にも失敗しており、志望校（貝柱高校）に行けなかった。
港 海里（みなと かいり）
あさりの遊び仲間の男子。成績は悪いがイケメンで男気がある。
鮎川守と仲が良くしょっちゅう一緒にいる為、ゲイ疑惑が囁かれている。
鮎川 守（あゆかわ まもる）
あさりの遊び仲間の男子。港の親友であり同じくイケメン。塾に通っているらしい。
初登場は他のキャラクターに比べて比較的新しく、単行本50巻「愛のおまじない」であるが、性格が今とまるで違い、気弱でおとなしい少年となっている。
田西 マイケル（たにし マイケル）
あさりに好意を持つ男子。優しく性格はいいが顔はブサイクなため、あさりから「ブサイク田西」と呼ばれて敬遠されている。
初登場時の苗字は「多西」であったが、途中から「田西」に変更された。また初期では髪型が違う回もある。
下の名前の「マイケル（漢字で書くと「舞圭留」）」は読者からの公募によって名付けられ、それと同時に父は日本人で母はアメリカ人のハーフであるという設定になった。
マザコンでもあり、母親からは「マイキー」と呼ばれている。アメリカ国籍を持つ。故に本編より6年後である「ハイスクールあさりちゃん」ではアメリカ在住と語られており、同窓会にも出席していない。
名前の由来は貝のタニシ。
小鰭 光（こはだ ひかる）
4年3組で最も背が低い男子。
あさりと変わらない背丈だがいつもチビと馬鹿にされている。背が低いことはかなり気にしており、上級生からは「かわいい」と評判だが、本人は相当嫌がっている。男子の中では優しく大人しい性格だが、あさりにからかわれたことを根に持ち復讐するといった一面もある。田西と仲がいい。家では母親から「ぴーちゃん」と呼ばれており、これも背のことと同じくらい嫌がっている。
田西と同じく下の名前は読者からの公募によって命名された（寿司ネタのコハダはヒカリモノという理由）。「あさりちゃんのへや」の人気キャラ投票では他の男子生徒を差し置いて7位となっている。
食べるスピードが遅く、給食の時間にしばしば早喰いのあさりの餌食になっている。母親は今のところ後姿のみ登場している。「ハイスクールあさりちゃん」にも一度登場しているが、外見は小学校時代とほとんど変わっておらず背も低いまま。
長澤 優美子（ながさわ ゆみこ）
単行本76巻『「つき子さん」サミット』の回に登場。4年3組の委員長で錦織あや子主催の会議に参加した。
この時、名字は明かされていないが、それ以前の単行本54巻『ゲロゲロバスハイク』の回で、全く同じ顔のクラス委員の少女が『長澤』と呼ばれているため（この時、下の名前は呼ばれなかったが、着ているシャツに「YUMIKO」の文字がある）、「長澤 優美子」が本名と推測される。
作者の担当に同姓同名の人物がいる。
浜野 あさり（はまの あさり）
単行本62巻『あさりとあさり』の回に登場。4年3組に転入してきたあさりと同姓同名の女子。
あさりと違ってかなりの美少女だが性格は悪い。転入してすぐ、両親の離婚によりまた転校する。名字も変わったらしい。

#### その他の生徒
大磯 潮（おおいそ うしお）
46巻から登場したあさりの幼なじみの4年1組の学級委員。桜貝幼稚園の頃、あさりと同じ「ちゅーりっぷ組」に属し、「組長」を務めていた。その頃から今に至るまであさりから「組長」と呼ばれている。
成績優秀・品行方正な生徒だが、あさりとの腐れ縁でしょっちゅう無理難題を押しつけられ、そのたび迷惑を被っている。一時、あさりと肉体が入れ替わったことがあり、その時は自分の体に入ったあさりにスカートを履いて街を歩かれるといった大恥をかかされている。家は庭に15mプールがあるほどの金持ちで、本人もお菓子のオマケ収集に大金をつぎ込んだことがある。ペットにナイル・チグリス・ユーフラテスというプライドの高い3匹の猫を飼っている。
錦織 あや子（にしきおり あやこ）
声 - 潘恵子
6年2組の生徒でタタミの親友。人参をはじめとしたあらゆる野菜を生でかじる驚異のベジタリアン。
あさりと同じ年の妹がいたが事故で亡くしている。金持ち一家のお嬢様でかなり気前がよく、タタミに割と高価な学用品やアクセサリーをあげている。桜貝小で行われた美人生徒コンテストで2位に入ったこともあり、外見上はいかにも良家のお嬢様風で柔和に見えるが、わがままかつ乱暴な面が多く、笑顔で「妹をいじめるっていいわね〜」というセリフもあり、その意味でもタタミとはお似合いのコンビである。しかしたまに妹のことを偲ぶなど、根は優しい。
全ての登場人物の中で、最も容姿が変化したキャラクターであり、特に初期 - 中期までは出てくるたびに顔が変わっていた。さらに性格も初期の頃に見せていたお嬢様っぽさはなくなり、ドライで言いたいことははっきり言う現代っ子っぽくなっている。
名前の由来は作者の小学校時代の同級生から。アニメでも49話「妹ってかわいそう」で登場しているが、原作と違って妹は生きており外国で暮らしている、という設定に変更されていた。
速井 太郎（はやい たろう）
4年3組に転校してきた男子生徒。
駆けっこが得意であさりと互角に走ることができる、また頭の程度もいい勝負。あさりとの校庭マラソンに生徒が熱狂して授業にならないため、転校してすぐに4年1組に移された。その後、通常の話（小4）では2回しか登場せず、主に後述の「ハイスクールあさりちゃん」で登場することになる。
高校生になってからは陸上競技に並々ならぬ闘志を燃やす熱血馬鹿になり、あさりのことを“永遠のライバル”と決め付けているものの、肝心な時にケガばかりしていて、いつも相手にしてもらえない。
ニックネームは「メロンくん」で、由来は「ハイスクールあさりちゃん」劇中で、彼の入院中に見舞い品であるメロンを頻繁にがめて帰ったあさりが、退院後も「速井メロン君」呼ばわりしたのが始まり。
美 大和（うるわし やまと）
桜貝小学校の5年生。31巻「怪獣姉妹」の回で転校してきた美少年。だがあさりには「性格悪そう」と嫌われ、仲が悪い。
ナルシストで少しでも寝癖があれば時間も気にせず直し、そのために遅刻しそうになったら休んでしまう。そんな彼も高校生になれば背が高く筋肉質のヒゲ面と、以前からは想像もできない男臭い風貌となり「坂道コロコロ伝説」と周囲に言われるほど変わり果ててしまう。
小学校時代では気取ったおぼっちゃま風な口調や一人称だったがそれらも男らしく変わっていた。
「ハイスクールあさりちゃん」では陸上部で投擲の選手として活躍している。
大泉 カンタロー（おおいずみ カンタロー）
声 - 鈴木三枝
あさりの隣のクラスの男の子。3巻「あさりのボーイフレンド」で登場。
乱暴で口が悪いが男気のある性格で、雨の日に傘を持たないあさりに傘を貸して自分は濡れて家に帰った。
原作では名前が不明であったが、アニメでは名前が「大泉カンタロー」で寿司屋のせがれであるという設定が追加され、最終話ではアメリカへの引越しが決まったあさりに、お別れの印として学校まで寿司を運んできてくれた。
内野（うちの）
あさりの隣のクラスの女の子。25巻「元気のヒミツおしえます」で登場。
自分の内向的な性格を改善させるために、明朗活発なあさりから「元気のヒミツ」を教わろうとする。内気ではあるが成績は優秀で、彼女によると「5」が2つで他は全て「4」とのこと。

### その他のセミレギュラー
森野 二浪（もりの じろう）
声 - 森功至
主にアニメで登場。浜野家のお向かいに引っ越してきた森野家の長男。東大合格を目指す二浪中の受験生。
性格は悪くないのであるが、お向かいの浜野一家があまりに騒がしいため、受験勉強に集中できずに怒りをぶつけることがしばしば。
当初はアニメオリジナルキャラクターであったが、原作でも9巻「ダウンジャケットと塩ごはん」の1回だけ端役で逆輸入登場している。
森野 カケス（もりの カケス）
声 - 白石冬美
主にアニメで登場。森野家の次男で二浪の弟。
幼稚園児であるにもかかわらず非常にませており、公園でガールフレンドとデートしたこともある。彼の大人びた行動があさりにとって癪に障るらしく、彼の方も夜に家へ勝手に侵入されるなど、あさりから迷惑をかけられることもあるため、仲が悪い。
二浪と同様、アニメオリジナルキャラクターだったが、原作でも9巻「ダウンジャケットと塩ごはん」「愛しのアンジェラ」の2回だけ端役で逆輸入登場している。なお、作者が手がけた別の作品にも「カケス」という名前の男の子が登場したことがある（連載作品の「トマトちゃん」や読みきり作品の「となりのひよ子」など）。
アサリ
声 - 戸谷公次
主にアニメで登場。あさりとそっくりな顔を持つ犬。
中身もあさりと同様できが悪く、勝手によその家の靴を持ってくるといった悪癖があり、しょっちゅう飼い主に叱られている。似たもの同士であり、あさりのことを非常に慕っている。
登場したのは原作が先だが、アニメでは森野家の飼い犬という設定になっており、この設定は後に原作にも逆輸入された。アニメ版ではオープニングやエンディングでも登場しており、他の脇役レギュラーと比較すれば厚遇されている。アニメの最終回では、カケスからあさりに別れの餞別として贈られて、あさりと共にアメリカに旅立つことになる。原作での登場は2巻「あさりとアサリ」、9巻「ダウンジャケットと塩ごはん」「愛しのアンジェラ」の3回のみ。
アサオカ サユリ（漢字表記は不明）
声 - 山本圭子
アニメオリジナルキャラクター。時々あさり達と道端で出会うお婆ちゃん。
杖をつきながら登場することが多いが、バイクに乗った状態であさり達と会ったこともある。
アニメ34話「おばあちゃん万歳」の回で、本名が「アサオカサユリ」であることが分かる。
のばら
いばらの従姉の大学受験生。いばらからは「のばらおねーさま」と呼ばれて慕われている。
霊感が優れていて、子供の頃から霊を見ることができる。いばらと顔はそっくりだが、優しく優雅な雰囲気を持つ女性。しかしあさりのことを何気なく「ばか貝さん」と呼んだりするなど（ただし本人には悪気なし）するなど、どこか一般の感覚からはずれている。
浜野 ひとで（はまの ひとで）、浜野 フスマ（はまの フスマ）
65巻「登場人物紹介まんが ひとでの陰謀」などで登場。鏡の世界の人間である姉妹で、顔はあさりとタタミにそっくりである。ひとでの性格はやや残酷かつ頭脳明晰で、フスマの性格は荒々しく男勝りである。もともとはタタミが「あさりに双子の妹がいたら」と考えたもの。
神さま（かみさま）
人間の世界を見守る全能の神。色々な願い事を叶えてくれるが、どれもこれもロクな結果にならない。あさり曰く「作者がネタに詰まったら出てくるオッサン」。
天使（てんし）
53巻「あさりちゃんのミッシングワールド」などで登場。生来の頭の悪さに悩みまくるあさりの前に前述の神様の代理として降りて来た天使。
あさりの頭の悪さは、実は神様のミスによるものであることを告げて、あさりにそれを取り戻す機会を授けるが、本当にチャンスを与えただけで実際はほとんど何もしなかった。そのためあさりとタタミからバカ天使呼ばわりされ、殴る蹴るの暴行の挙句ボロボロにされてしまう。
あさりマン
あさりの変身キャラでウルトラマンが元ネタ。1巻「戦えあさりマン」、16巻「吸血鬼タタキュラ」、69巻「オールキャストまんがOYAZI ATTACK」で登場。地球を救うためにM78星雲よりさらに遠いM79星雲からやってきた（16巻の設定ではアサリ星）。
必殺技はあさりビーム・あさり変身・あさりマンスペシャルビーム・あさりマンスペシャルキックなどかなり多彩である。基本的に3分間しか戦えないが、10円玉1個でもう3分間延長できる（69巻の設定ではコンセントを使用して充電）。敵はタタミゴン（1巻）、タタキュラ（16巻）、脇役星人（69巻）など。また、2巻「リンクの花にはコブがある」でもあさりマンらしきキャラクターがタタミゴンと戦っている。
タタミゴン→タタミザウルス
タタミの変身キャラ、タタミの顔をした怪獣であさりマンと対で出てくることが多い。
あさりマンと同じくウルトラマンなどに出てくる特撮怪獣を元ネタにしており、口から火炎を吐き、あさりマンと戦った。ウルトラ戦士を簡単に倒すほど結構強い（1巻にて）。名称は初期はタタミゴンと呼ばれていたが、23巻で再登場した時はタタミザウルスとなっている。登場話は1巻「戦えあさりマン」、2巻「リンクの花にはコブがある」、23巻「走れ！あさり」、69巻「オールキャストまんがOYAZI ATTACK」など。
キューリ星人（キューリせいじん）
さんごの変身キャラ。63巻「登場人物紹介まんが」などで登場。キューリ星に住むエイリアンで、さんごそっくりの顔をしている。
地球をキューリ星の別荘地にするために、宇宙怪獣のクイターイ（あさりそっくりの顔の怪獣）とインケーン（タタミそっくりの顔の怪獣）を率いて地球にやって来るが、結局失敗しキューリ星に帰ってしまう。彼女がワープ航法を使用して地球に来たことから、キューリ星は地球よりもかなり文明の進んだ星であると推測される。
ナポレオン
単行本15巻「愛loveナポちゃん」のPartIとPartIIに登場。
あさりの拾ってきた猫で「ニー」と鳴くのが特徴、人懐っこく愛嬌もある為、タタミ以外の浜野家全員にかわいがられていた。
動物嫌いのタタミからは毒殺されかかるが、腐ったミルクや食物を与えられても全く効かないバケモノ胃袋の持ち主でもある。呼び名に関しては浜野家全員が好き勝手な名前をつけており、あさりはナポレオン、さんごはディオリッシモ、イワシは半平太、タタミはゴミウジと呼んでいた。
実はよその家の飼い猫であり本当の名前はアレクサンドル・フリードリヒ・シューターゼン・インターメッツォ・アズテック・ベルツ・ジュニアというとても一息では言えない名前。最終的に浜野家から元の飼い主の元へ帰るが、さほど飼い主は驚いていないことからちょくちょく家を飛び出す放浪癖があった。浜野家で飼われていた期間はたった一か月だが、うにょ以前のペットでは最も長く飼われている。

### ゲスト
ゲストの中でも、一回のみの登場にもかかわらず印象深い脇役たちを挙げる。
阿鼻 叫子（あび きょうこ）（※アニメ版での名前は力モリ子（ちからもりこ））
声 - 藤田淑子
登場話 - 2巻「世界最強の女」（アニメ第41話「世界最強のタタミ」）
全日本婦女子体力向上促進道場猛威々会（もういいかい）の会長。
「女は強くなければならない」をモットーとして道場を開き、道端で出会ったあさりに格闘技のハード・トレーニングを課する。「猛威々会」では命がけのトレーニングを行なうため、入会と同時に生命保険に入るシステムをとっている。素手で鉄球を粉砕したタタミを講師として雇う。
スパルタ英語塾の教師
声 - 松島みのり
登場話 - 6巻「スパルタ英語塾」（アニメ第39話「残酷！山の英語塾」）
山奥でスパルタ英語塾を営む女教師。
生徒に英会話を徹底してマスターさせるため、同塾の合宿中は生徒が日本語を話すことを一切許さず、少しでも話そうものなら鉄拳制裁を加えるとんでもない暴力教師。また、元女子プロレスチャンピオンであるため、彼女のやり方に反発して殴りかかろうとしたあさりとタタミをあっさりと返り討ちにしてしまう。ラジコン操作のグローブが武器。
アニメでも登場しているが、原作よりもさらに暴力描写が過激になっていた。
エリザベス
登場話 - 7巻「ベッドの怪」（アニメ第26話「ベッドのたたり」）
アメリカ人の美少女の霊。彼女が生前使っていたベッドが浜野家に買われ、タタミが憑依された。
本作の元ネタは吉屋信子の『花物語』第1話「鈴蘭」である（元ネタでは人には憑依しない。また、ピアノ→ベッドに変更されるなど大幅にアレンジされている）。
死神（しにがみ）
声 - 八奈見乗児
登場話 - 8巻「愛と死をみつめて!?」（アニメ第21話「死神をぶっ飛ばせ！」）
現世に降臨してあさりの前に現れた死神。
あさりの軽い風邪を死に際であると勘違いし、あさりを来世に送るために頭を鎌で叩き、あさりの霊魂を幽体離脱させるところまでは成功する。しかし、タタミの猛然たる抵抗にあった挙句、さんごのパンチの前に半殺しの目に逢ってしまう。
関西弁で話す。
ガリレオ
登場話 - 15巻「天才犬ガリレオくん」
浜野家の近所に住む金田家の飼い犬。異様に目付きが悪くかわいくないが、計算や漢字を読むことができる天才犬でTVにも出演している。
握手すると頭が良くなるという噂を信じたあさり達が会いに行った。あさりとの握手を異常に嫌がって逃げ回るが、好物のケーキに釣られて握手してしまい、ただのアホ犬と化してしまった。
サッカー部のキャプテン
登場話 - 15巻「サッカー部A・Tスカウト作戦」
桜貝小サッカー部のキャプテン。
連敗続きの状態を打開すべく、あさりとタタミをサッカー部にスカウトしようとするが、タタミの妨害の前に全て失敗する。彼はあさりにはハンサムと思われていたが、実際は美人の母とブサイクの父の両方の特徴を持つ「顔面夫婦ゲンカ」と言われるほどの気持ち悪い顔である。
ピューマ
登場話 - 17巻「母をたずねて三万光年」
宇宙人で、地球より三万光年離れた惑星モルの王女。
失踪した父王をさがすため、地球を訪れ、顔が瓜二つなさんごを王の替え玉にするべく連れ去ってしまう。
さんごと取っ組み合いのケンカで打ち勝つほど気性は荒く、目的のためには手段を選ばないなど、性格はいいとは言い難いが、星を想う気持ちは強い（タタミ曰く「いかれているが星を想う気持ちは本物」）。偉大な女王だった母親は尊敬しているが、父親のことは全く尊敬していない。ビッグ・トートを操れる数少ない人物でもある。
ピューマの父
登場話 - 17巻「母をたずねて三万光年」
前述のピューマの父親で惑星モルの王。さんごそっくりの顔をしているがれっきとした男性。
王としての役目や地位には全く興味を示さず、王位を継いで一か月で惑星モルを逃げ出して他の惑星で好きな絵を描いて暮らしている。代わりに連れ去られたさんごを救うべく、あさりとタタミに強制的に惑星モルまで案内させられることになる。
いい加減かつウジウジしてはっきりしない性格だが、娘の誕生日を覚えているなど人の親としての意識はある模様。なお、妻だった女王の死後、王位を継いだとのピューマのセリフから、元々は王族では無く、本業は絵描きで婿養子のような形で結婚したと推測される。
ビッグ・トート
登場話 - 17巻「母をたずねて三万光年」
惑星モルで最も恐れられている怪物。あさり・タタミとピューマとの対決に使われた。
体に脳みそを持たない脳無し怪獣で、並の人間には扱うことができないが、あさりとは似たもの同士で心を通わせた。惑星モルにはビッグ・トートを殺すと三代祟られるという言い伝えがある。
芽亜理（メアリ）
登場話 - 18巻「かわいくなりたい!」
アメリカから来たハーフの女の子で、日本ではあさりと最初の友達になる。
非常にかわいい容貌を持つブロンドの女の子で、TV局からコマーシャルの出演の依頼が来たこともある。性格的にも優しく、彼女の容貌を妬んだあさりから絶交を言い渡されてもあさりのことを恨んだりしなかった。その後、あさりに妬まれたままアメリカに帰ってしまうが、最後にはエアメールであさりと仲直りをする。
日本語を書くのは苦手。
大木井 馬場子（おおきい ばばこ）
登場話 - 19巻「あさりの赤い靴」
あさりが拾ったトウシューズに取り憑いていた幽霊。
かつて世紀の天才と謳われたバレリーナでゴリラそっくりの容貌だが、生前は子供の頃からバレエ一筋に生きており、国際コンクールで優勝経験もある。しかし体が成長しすぎたため、バレエの道を断念せざるを得なくなり、この世に失望し自殺する。小さい身体を得ようと、あさりの体を乗っ取り、バレエ教室に現れジゼルの役をもらおうとしたがあさりの体が小さすぎたために失敗する。天才と謳われるだけあってバレエの実力は相当な物。
生前の身長は192cm、足のサイズは30cm以上。
みんなの歌おばけ
登場話 - 22巻「あさりちゃんの地獄のメロディー」
放課後、桜貝小学校の音楽室に出没し、ピアノを弾く若い女教師の幽霊。
生前は一年生の担任だったのでピアノは簡単な童謡しか弾けない。そのため「みんなの歌おばけ」と呼ばれている。またその曲目は「ねこふんじゃった」から始まって、最後は「さくらさくら」で終わるが、最後まで聞いた人物は取り殺される。あさりに取り憑くが敗れ去る。生徒を取り殺すことに真剣になっているなどかなり危ない悪霊。
桑原（くわはら）
登場話 - 22巻「ああ青春の甲子園」
高校球児でLL学園のエースピッチャー。
外見は美形だが中身はバカである。元ネタは当時PL学園に在学していた桑田真澄と清原和博。
弱井（よわい）
登場話 - 23巻「あさりはスーパーギャル？」
5年生の美少年。
傘を持っていなかったあさりを自分の傘に入れ、あさりはしばらく相合傘を楽しんでいたが、実際はいじめっ子から守ってもらう為にあさりを利用しただけであり、最後に腹の虫がおさまらないあさりは彼に仕返しをしようとした。
Zクラスの先生
登場話 - 23巻「Zクラスへようこそ」
あさりが塾のZクラスで会った先生。ボサボサの髪に丸い黒ブチメガネといった容貌をしている。
正体は戦時中に亡くなった塾長の祖父の亡霊であり、あさりに千人針や竹ヤリ特訓などの軍国教育を行った。
ダニー
登場話 - 24巻「モテモテあさり」
上がり症の外国人の少年。
あさりのことが好きで告白しようとしたが、あさりに「ガンを飛ばしてる」と誤解されてしまい失敗し、失意のうちに帰国する。ホラー映画が趣味で、美的感覚はどこか歪んでいる。
悪魔の植物の化身
登場話 - 24巻「あさりちゃんの悪魔の森」
孤島で人間の欲望を吸い取って生きる悪魔。外見は若い女性の姿をしている。
手下を使ってエサになる人間を集めていた、「金のなる木」に釣られて島へやってきた浜野家の欲望を吸い尽くそうとするが、あさりとタタミの底なしの欲を吸って栄養過多となり島ごと海に沈んでしまう。
すんだ目のおじさん
登場話 - 24巻「あさりちゃんの悪魔の森」
前述の悪魔の植物の化身の手下。彼女のことを「ご主人さま」と呼ぶ。
100円硬貨を出す「金のなる木」を使い「ご主人様」のエサとなる欲ぶかな人間を集めていた。「ご主人さま」の魔力で生きている為、彼女が死ぬと彼も消えてしまう。あさりは「すんだ目」と言っていたが、その容貌はどう見てもうさんくさい。
秀 才子（しゅう さいこ）
登場話 - 26巻「ライバル登場」
突然あさりの前に現れて宣戦布告をしてきた少女。はじめはあさりのクラスに転校すると思われたが実際はタタミのクラスの転校生。
名前の通り勉強が出来るらしいが、性格はかなり悪くあさりのことをバカ面の妹と言った。
丘の上のプチホテルの娘
登場話 - 26巻「丘の上のプチホテル」
自殺の名所と言われる丘の上のプチホテルの経営者の娘。
自殺の名所と言われるのを苦にして自殺したため、実は彼女自身が幽霊。ホテルに泊まったあさりとタタミを自殺すると思い込み徹底的に監視していた。
佐々木（ささき）
登場話 - 27巻「思いだしちゃった」
幼稚園時代のあさりの同級生。あさりにぬいぐるみのクマを強奪された。
見た目は大人しいが執念深い性格で、仕返しにあさりの靴を便器に捨てる、弁当の盗み食い、椅子に画鋲を仕掛けるなどの陰湿な復讐を繰り返していた。
タミオ
登場話 - 29巻「独身宣言」
あさりの未来の夢の中で登場したタタミの息子。
アサリーヌ
登場話 - 36巻「タタミがあさり？」
あさりの前世とされているが、容貌、性格はタタミそのものである女伯爵。
生まれてすぐ流行り病で他界した両親の美しい肖像画に自分が少しも似ていないことに不満を覚え、美しくなるべく娘の血を求めて殺人をおかそうとし、それを阻止しようとするあさりと対決するが、ばあやによって両親の真実を知り安堵する。
大岩 巌（おおいわ いわお）
登場話 - 43巻「八十点ボーイ」
あさりのクラスに転校してきた少年。厳格な家庭に育っており、彼も厳格な性格である。
唯一あさりを女の子扱いして彼女の態度の悪さを真っ向に注意した人物でもあるが、徐々にあさりの女子とは思えない言動についていけなくなり元の学校に戻った（両親のもとを離れ祖父の家で暮らしている）。事情を何も知らないあさりは彼は寂しくて転校していったと思い込み罵った。
岸本うるかの兄
登場話 - 46巻「悩み事ならおまかせ」
前述の岸本うるかの兄。
ヴィジュアル系のバンドで活動をしていたが、ウーパールーパーそっくりの顔の為、他のメンバー達からは見放され、はたまた父親にまで行く末を心配される始末になってしまう。
以前はドラムを担当していた。また古い漫画のコレクションをしており、古本屋で1万円台の値がつく希少本を持っていたこともある。バンド活動を挫折した後に作家を目指すようになり、小学生向けのホラー小説を書いた。
入院していた少年
登場話 - 53巻「マイフレンドフォーエバー」
生来の全身麻痺で口も聞けないまま入院している美形の少年。
両親は忙しくて滅多に来られず、自分以外の子供を見たことがなかったが、元気に遊ぶあさりの声を聞き、「友達になりたい」と思っていた。結局、生きている間に会うことは出来なかったが、あさりは彼と友達になった。
ふと子（ふとこ）
声 - 藤田淑子
登場話 - アニメ第15話「美人になりたい」
アニメオリジナルキャラで苗字はふとやま（漢字表記は不明）。さんごの高校時代のテニス部の先輩。
高校生の頃は肥満体型で、同級生からカッパデブとからかわれていたが、父親の遺産を全て注ぎ込んで美容整形手術を受け、見違えるような美人になる。
職業は高級クラブのママ。だが最後は店の客とトラブルを起こし鼻を折られるという大怪我をさせられた。

### マスコットキャラクター
作者ちゃん（さくしゃちゃん）
本作の作者である室山まゆみ姉妹のことで、主に「作者のぺえじ」で登場するが、たまに本編で登場することもある。
姉の眞弓は黒髪で短めの髪（初期は後ろで結んでいた長髪）・妹の眞里子はどこかタタミに似た茶髪に眼鏡（髪型は81巻まで三つ編み、それ以降ははねたショートヘア）として描かれている。
公式ページで行われたキャラ人気投票であさり・タタミ・うにょに続き第4位になってしまうほどの人気に、作者は「キャラクターがひとり歩きしているような」と感じている。
イガイガくん
62巻「ミラクル・キャロット」などで登場。目つきの悪いパンダ。別名は「極悪パンダ」。
47巻でこの名前がつき、あさりのマグカップ、ゴミ箱などによく描かれている。以前は普通のパンダであった。
めでたいなぎつね
お稲荷さまのようなかわいらしいキツネのキャラクターで、たいてい扇子を持っている。コマの背景、インテリアなどに登場。
あさりのイガイガくんと対になるような形で、タタミの私物（マグカップなど）に描かれていることが比較的多い。「お金持ちキツネ」という両手にお札を持ったバージョンのめでたいなぎつねの置物を見て、「あー、かわいい。ほしー」とタタミが漏らしているシーンもあった。
わきやクン、わきやコちゃん
65巻「おとまり会できもだめし」などで登場。
端役の男の子（わきやクン）や女の子（わきやコちゃん）を簡略化したタッチで描いたもの。
61巻で読者からの公募によりこの名前がついた。
腹黒姫
「作者のぺえじ」内のマンガで登場する「作者ちゃん」（正確には姉の眞弓）にそっくりのキャラクター。

## 特別編

### 『大長編』
『あさりちゃん』ではサブタイトルに「大長編」と付く話が4話収録されている（100巻現在）。
大長編 あさりちゃんのワンダーランド
5巻に収録。パパが考案した筏の「アドベンチャー号」に試乗し、もし無事に世界一周できれば、パパには専務のイスが待っているということで、浜野一家が世界一周を試みる話。
連載初期である1980年に描かれた作品で、宝くじの最高当選金額が1000万円であることや、あさりの「世界一周が無理ならせめてディズニーランドに行こうよ」というセリフ（当時は東京ディズニーランドはまだ無かった）、さらにゲストキャラクターのシージャックさんの歌が田原俊彦の「ハッとしてGood!」であることなど、当時を思わせる、または世相を反映した描写が多く含まれている。
大長編 あさりの千一夜
10巻に収録。珍品コレクターであるオーレル王国の国王に「ことばをしゃべるサル」と間違えられて攫われたあさりを、ママとタタミが連れ戻そうと奮闘する話。
この話に登場する美形のオーレル国王シーク・アーメッドは作者のお気に入りらしく、コミックス50巻刊行記念のお祝いのコメントコーナーに登場した。最近の版では人食い人種に触れたページが修正されている。
大長編 悪魔の国の大冒険
12巻に収録。いばらの誕生パーティーでのプレゼントを買うお金を持たないあさりが、悪魔の力を借りることでお金を得ようとする話。
本作品のアニメ版は最終回に放映された。
大長編 あさりの英雄伝説
13巻に収録。中世にタイムスリップしたママ、タタミ、あさりの三人が「選ばれし英雄」として活躍する話。
本作品の原典になっているのはワグナーの楽劇「ニーベルングの指環」である。作中にはジークフリードの妻であるブリュンヒルデや雌のドラゴン（ファーフナーの娘）に変身するメリュジーヌなどのキャラクターが登場する。作中に登場するジークフリードの武器であった聖剣（ノートゥンク）はクライマックスであさりも使いこなせるが、この聖剣と前の使用者であるジークフリードには、物の見方によっては「恥ずかしい」秘密が隠されていた。

### 『あさりっぱ!』
33巻に収録。いわゆるクロスオーバー作品。作者の同じ『どろろんぱっ!』の大福寺あんこと小野小町が登場。
物語が『どろろんぱっ!』サイドから始まり、小町の行動をメイン軸としてストーリーが展開していく。さらにラストも『どろろんぱっ!』サイドの顛末でしめられるため、どちらかと言えば『どろろんぱっ!』の外伝と言ったほうが近い。
この作品でのあさりたちの役割は、狂言回しもしくはツッコミで、特にあさりは小町の（本人的には）必死の行動に辛辣なチャチャを入れている。
この作品で、タタミとあんこは県下学力テストで一点差のライバル同士だったと語られる。このテストで勝ったのはタタミ。しかもタタミはこの一件であんこを脅威に感じており、持ち前の心の狭さをいかんなく発揮する。

### 『タタミちゃん』
61 - 65巻、67巻に収録。タタミが主人公の漫画。小学2年のタタミと幼稚園児のあさりが登場する。「小学二年生」で1999年4月号から2001年3月号まで連載されていた。
当時のタタミは小学2年生。このころから頭が良く、既にメガネをかけていた。あさりにいつもふりまわされていた。当時のあさりは、桜貝幼稚園の年長である。当時の母・さんごはヘアスタイルがストレートヘア。当時の父・イワシは今とあまり変わらないが、少しだけ若々しい。

### 『ハイスクールあさりちゃん』
56 - 60巻、62 - 65巻、67 - 69巻、73、74、76 - 79巻、83、84、86、87、89、93、96、98、99巻に収録。高校生になった浜野姉妹を描いている。
あさりは高校1年生。小学生の時と同じで運動大好きの勉強嫌いだが、地元の巻貝中学を卒業後、名門貝柱高校にて陸上短距離選手として学費・学力免除の特待生になっていた。陸上での成績は優れているが素行の悪さは相変わらずで、顧問とコーチを悩ませている。身長は低いままで基本的な性格はほぼ変わっていないが、髪を茶髪に染め、口紅の色や化粧に凝ったりと、小学校時代には疎かったファッションに敏感になっていることが大きな相違点である。得意の絵で漫画家を志し、既にコンクールで入賞経験がある。しかし画力が高い反面ストーリーの構成力がイマイチであるため、大きな賞を受賞するまでには至っていない。
タタミは高校3年生。英才学院中を卒業後（「中学生あさりちゃん」では巻貝中学に進学したあさりと同じ制服を着た姿で登場している）、貝柱高校に進学。受験を控えており、背もかなり伸びていて（あさりとの身長差が頭一つ分以上になっている）顔立ちの整った美少女へとなっており、大人っぽく成長している。生徒会に所属しており、大磯潮をはじめとする後輩たちに頼られている。巻数が増えていくにつれて顔がどんどん可愛くなっていき、その事は作者自身も認めている。
母・さんごは中年女性となり、少し顔が老けている。出番は少ない。父・イワシは中年男性となり、あまり変わっていないが少し太っている。出番は57巻のみ。うにょは老犬となっており、「にょん」と鳴くのは今と同じ。出番は57巻と89巻のみ。
藪小路いばらは貝柱高校を受験したが、不合格。同窓会には出席していない。
岬みりあ・島井沙紀は同じ高校（私服の高校）に進学。吉川ゆかりは2人とは違う高校に進学。
港海里・鮎川守も同じ高校（高校名不明）に進学。より大人っぽく美男子になっており、女子生徒からモテている。また相変わらず仲が良く未だにつるんでいるため、「ホモ」だと言われることも多いらしい。
田西マイケルは国籍のあるアメリカに渡り、そこで暮らしている。同窓会には怪我をしたこともあり出席していない。
大磯潮は高校1年生。貝柱高校に進学。風紀委員となっている。
速井太郎は高校1年生。スポーツ名門高校・揚巻高校に進学。あさりを「ライバル」と公言し度々勝負を挑んだりしているが、その気持ちの中には恋愛感情も含まれている様子。単純な性格から、大磯潮や美大和とあさりとの関係を誤解し、嫉妬の念を抱いたことも。顔がそっくりな親戚が登場したことがあった。本編での出番の少なさとは裏腹に、「ハイスクールあさりちゃん」では出番が多い。
桜貝小学校校長・岩穴鱓之介は教職を退職。不真面目なあさりを指導できないと部を去ったコーチの後任として、貝柱高校陸上部にやってくる。
美大和は貝柱高校に並ぶ名門進学校・鴎学園の2年生。長身で筋肉質な体格を生かし投擲選手として活躍。図書館で出会ったタタミに好意を抱く。なお、87巻のハイスクール編は彼をメインに据えた物語となったため『ハイスクール美大和』として収録されている。

### 『カリスマ保育士あさりちゃん』
70巻と75巻に収録。保育士となって活躍するあさりの姿を描いている。雑誌『幼児と保育増刊号』に掲載された。
保育士になったあさりは、園長からは「園児並保育士」と言われる。よって子供には大人気だが、園長からは給料を渡すより託児料を取った方がいいのではないかと思われている。
児童を思う余り保護者に向かって一方的に捲くし立てる感情的な面は見られるものの、子供の理解者たりうる保育士ぶりを発揮している。
後輩として副担任の田丸良彦先生も登場。あさりは客観的に先輩として振舞う落ち着きすら見せる。
ただし、以上の話の筋立てに対して作者（作者ちゃん）は「あさりが保育士なんかなれるわけがない!」「こんな保育士に子どもを預けたくなんかない!」とコメントしており、あくまでも雑誌の企画によって執筆された『あさりちゃん』本編とは繋がりえないパラレルワールド的なストーリーであることが明言されている。

### 『さんごママの相談室』
65巻、76巻、77巻に収録。「人生の達人」を自称するさんごママこと浜野さんごが、読者からの悩み相談に回答するコーナー。
「相談室」とは名ばかりで、実際には何の役にも立たない回答が多い。その為、あさりから「鬼畜系身の上相談」と評されている。

### 『5年2組のあさりちゃん』
単行本完結後に書き下ろされた新作。あさりは5年生、タタミは中学1年生という設定。新しい担任の松原さより先生登場。

## 書誌情報
単行本（てんとう虫コミックス）
文庫版（小学館コロコロ文庫）
| 巻数 | 初版発行日    | ISBN          |
| ---- | ------------- | ------------- |
| 1    | 1996年7月19日 | 4-09-194091-9 |
| 2    | 1996年7月19日 | 4-09-194092-7 |
| 3    | 1996年7月19日 | 4-09-194093-5 |

傑作選（てんとう虫コミックスライブラリー）
| タイトル                                      | 初版発行日    | ISBN              |
| --------------------------------------------- | ------------- | ----------------- |
| よりぬきあさりちゃん 上 読者セレクション      | 2004年9月28日 | 4-09-147031-9     |
| よりぬきあさりちゃん 下 作者セレクション      | 2004年9月28日 | 4-09-147032-7     |
| とびきり特選あさりちゃん 1 気分はハラペコ     | 2008年7月28日 | 978-4-09-140686-6 |
| とびきり特選あさりちゃん 2 気分はファンタジー | 2008年7月28日 | 978-4-09-140687-3 |
| とびきり特選あさりちゃん 3 気分はホラー       | 2008年7月28日 | 978-4-09-140688-0 |

### その他
あさりちゃん にょんにょんクイズコミック
漫画形式のクイズとパズルで構成された児童書。
- 2000年1月発売、ISBN 4-09-253206-7

あさりちゃん 丸かじりガイドブック
室山自身が監修。連載30周年に合わせて発売された初のファンブック。
- 2008年12月18日発売、ISBN 978-4-09-259113-4

あさりちゃん 2018?!
進級後ストーリー+冬の傑作選。これまでのコミックスとは違いA5判サイズで刊行。
- 2017年12月27日発売、ISBN 978-4-09-142640-6

電子書籍
- あさりvsどろろんぱっ！：2018年12月8日発売
- あさりちゃん40年！：2018年7月20日発売

### 総集編
いずれも学年誌の増刊号として発売。
- 小学一年生9月号増刊 まるごと あさりちゃん（2012年8月9日）

書下ろし作品15本(後に単行本収録)と未単行本化だった連載第一話、既刊コミックからの再録作品を収録。最終回となった「仰げば尊し」も別オチで収録されている。
- 小学二年生1月号増刊 まるごと100本！あさりちゃん（2014年1月1日）

100巻発売前記念号。既刊コミックからの再録の他、単行本未収録作4本を収録。
- 小学二年生9月号増刊 あさりちゃん祭り（2014年7月29日）

新作「怪盗あさりん 再びの再び」「5年2組のあさりちゃん」3本「ちいさなちいさなあさりちゃん」2本の合計6本書き下ろし。
未単行本化作品「ハッピー・タンポポ」「トマトちゃん」収録。
- 小学二年生8月号増刊 あさりちゃん ゆうれい＆妖怪大集合！？（2015年7月16日）

新作「黒衣の館（こくいのやかた）」52ページ書き下ろし。
「あさりちゃん＋どろろんぱっ！（33巻と室山まゆみ傑作集1に収録）」3本、未単行本化作品「かっぱっぱ」収録。

## テレビアニメ
雑誌での連載が続き、単行本も出版され始めた事でアニメ化の計画も立ち上がり、1982年1月25日～1983年2月28日まで一年以上にわたってテレビ朝日系列で放送された。
しかしアニメ化はされたものの、その内容は作者にとっては非常に不本意なものであった。例えば原作での一つの作品がアニメ化するには短いという理由により原作には登場しないオリジナルキャラの乱立や、本来全く関係のない二つの作品がアニメでは一つの作品につなげられているなど、原作とは程遠いものまであった。それに対して作者も抗議することはあったというが、ほとんど聞き入れられず結局オリキャラの乱立を止められなかったり、更には当時のアニメ・放送業界には東京中華思想、東京帝国主義ともいえるほどの根強い東京集中意識があり、アニメスタッフにも根強い差別意識が歴然と存在したため作者の熊本弁などの方言をからかわれてそもそもまともな話し合いにさえならないこともあり、そのため作者は後に「アニメ化なんて二度とごめんだ」と語ったという。
当初はコロコロコミックでも連載されていたが、関東などでは同誌の当時の看板漫画『ゲームセンターあらし』のアニメが裏番組となったため、1982年3月号をもって同誌での連載を終える事となる。
前番組の『タイガーマスク二世』の視聴率が低迷したことから、テレビ朝日編成部の高橋浩が打ち切りを決定し、本作を後番組に決め、室山まゆみにも直接会って一任を取り付け、東映動画に提示し制作作業に入ってもらった。ところが誰かが編成局長に吹き込み、編成局長から呼び出され、「視聴率の取れそうもない企画を進めているんだってな」と忠告を受け、アニメ化は難しい状況に追い込まれた。高橋は最後の手段として編成局長に「視聴率15%を保証しますよ!」と啖呵を切り、制作の承諾を得た。
最高視聴率は1983年12月9日再放送の第42話（視聴率〈関東〉22.9%）。
本作が終了して3年1ヶ月後の1986年3月31日にテレビ朝日系列で放送された室山原作スペシャルアニメ『Mr.ペンペン』（制作は、本作とは異なりシンエイ動画）に、あさりが端役で出演している。
本作放送当時、日本テレビ系バラエティ番組『カックラキン大放送!!』のメインコント「お笑いお茶の間劇場」（ドラマ・アニメなどのテレビ番組をもじったサブタイトルが特徴）にて、「あっさりちゃん」という作品が放送された。

### 放送期間
- 1982年1月25日 - 1983年2月28日
- 放送時間 ：月曜よる7時
- 放送局 ：テレビ朝日系列
- 放送回数：全54回

### 主題歌
オープニングテーマ - 『あの子はあさりちゃん』
作詞 - 伊賀井直人 / 作曲 - 小林亜星 / 編曲 - 武市昌久 / 歌 - 前川陽子、こおろぎ'73
エンディングテーマ - 『私は女の子』
作詞 - 砂原十吾 / 作曲 - 小林亜星 / 編曲 - 武市昌久 / 歌 - 前川陽子、こおろぎ'73

### スタッフ
- 企画：勝田稔男（東映動画）
- 製作担当：武田寛
- 原作：室山まゆみ（小学館）
- 音楽：筒井広志
- チーフアニメーター：白川忠志
- 美術デザイン：伊藤英治
- シリーズディレクター：葛西治
- テレビ朝日プロデューサー：加藤守啓
- 特殊効果：浜桂太郎、中島正之、羽柴公子、隅部昌二 他
- 撮影：白井久男、森下成一
- 編集：鳥羽亮一
- 録音：今関種吉、波多野勲
- 効果：伊藤道広（E&Mプランニングセンター）
- 選曲：宮下滋
- 演出助手・製作進行：金山通弘、伊藤文夫、箕ノ口克己、和田たかし、小池剛之介、津村豊、貝沢幸男、竹之内和久、宇田川益弘 他
- 記録：原芳子
- 現像：東映化学
- 制作：テレビ朝日、東映、東映エージェンシー

### 各話リスト
サブタイトルは、あさり役の三輪勝恵が読み上げている。
| 話数 | 初回放送日     | サブタイトル                  | 脚本         | （絵コンテ） 演出       | 作画監督     | 美術       |
| ---- | -------------- | ----------------------------- | ------------ | ----------------------- | ------------ | ---------- |
| 1    | 1982年 1月25日 | あこがれのハワイ旅行          | 山崎忠昭     | 葛西治                  | 白土武       | 内川文広   |
| 1    | 1982年 1月25日 | 食後にお手伝い                | 山崎忠昭     | 福島和美                | 上村栄司     | 内川文広   |
| 2    | 2月1日         | あさりとアサリ                | 山崎忠昭     | 福島和美                | 内山まさゆき | 石井満     |
| 2    | 2月1日         | オニを追いはらえ              | 辻真先       | 川田武範                | 天野京       | 下川忠海   |
| 3    | 2月8日         | 残りもの委員                  | 山崎忠昭     | 葛西治                  | 布告文       | 伊藤英治   |
| 3    | 2月8日         | 省エネ作戦                    | 辻真先       | 川田武範                | 天野京       | 伊藤英治   |
| 4    | 2月15日        | あさりスターになる            | 山崎忠昭     | 正延宏三                | 笠原彰       | 勝井和子   |
| 4    | 2月15日        | よい子よき母?                 | 山崎忠昭     | 正延宏三                | 遠藤克己     | 勝井和子   |
| 5    | 2月22日        | ニセ者に注意                  | 酒井あきよし | 福島和美                | 辻佳宏       | まどか治   |
| 5    | 2月22日        | 涙のテスト地獄                | 酒井あきよし | 福島和美                | 天野京       | 石井満     |
| 6    | 3月1日         | お雛さまはこわい              | 筒井ともみ   | 正延宏三                | 笠原彰       | 勝井和子   |
| 6    | 3月1日         | 食べたいよーッ                | 筒井ともみ   | 正延宏三                | 笠原彰       | 勝井和子   |
| 7    | 3月8日         | 珍獣アオモリ                  | 山崎忠昭     | （福島和美） 箕ノ口克己 | 布告文       | 下川忠海   |
| 7    | 3月8日         | OH!百点                       | 山崎忠昭     | （福島和美） 箕ノ口克己 | 布告文       | 水野尾純一 |
| 8    | 3月15日        | あさり男になる!               | 筒井ともみ   | 久岡敬史                | 辻佳宏       | 下道一範   |
| 8    | 3月15日        | 金!金!金!                     | 筒井ともみ   | 久岡敬史                | 福地信之     | 影山仁     |
| 9    | 3月22日        | 自分のことは自分で            | 酒井あきよし | 川田武範                | 白土武       | 佐藤信     |
| 9    | 3月22日        | あさり対コブラ!!              | 酒井あきよし | 川田武範                | 白土武       | 安西哲夫   |
| 10   | 3月29日        | ああ!ディナーパーティー       | 筒井ともみ   | （遠藤克己） 関田修     | 笠原彰       | 勝井和子   |
| 10   | 3月29日        | 宝の地図で大金持ち            | 筒井ともみ   | （遠藤克己） 関田修     | 遠藤克己     | 勝井和子   |
| 11   | 4月5日         | カステラ騒動                  | 酒井あきよし | 福島和美                | 布告文       | 伊藤英治   |
| 11   | 4月5日         | お古はステキ                  | 酒井あきよし | 福島和美                | 布告文       | 丸森俊昭   |
| 12   | 4月12日        | モデルはこりごり              | 筒井ともみ   | 正延宏三                | 笠原彰       | 勝井和子   |
| 12   | 4月12日        | ここ掘れ、あさり              | 筒井ともみ   | 正延宏三                | 笠原彰       | 勝井和子   |
| 13   | 4月19日        | 忘れました                    | 酒井あきよし | 遠藤勇二                | 大鹿日出明   | 黒部洋子   |
| 13   | 4月19日        | 骨とカルシウム                | 酒井あきよし | 遠藤勇二                | 大鹿日出明   | 伊藤英治   |
| 14   | 4月26日        | ペット観察記録                | 筒井ともみ   | 福島和美                | 上村栄司     | 黒部洋子   |
| 14   | 4月26日        | 自転車かえせ!                 | 筒井ともみ   | 福島和美                | 上村栄司     | 黒部洋子   |
| 15   | 5月3日         | 美人になりたい                | 山崎忠昭     | （遠藤克己） 関田修     | 笠原彰       | 勝井和子   |
| 16   | 5月10日        | クローバーで百点を!           | 酒井あきよし | 遠藤勇二                | 福地信之     | 池田祐二   |
| 16   | 5月10日        | 減点ママ                      | 酒井あきよし | 遠藤勇二                | 上村栄司     | 池田祐二   |
| 17   | 5月17日        | タタミの初デート              | 筒井ともみ   | 福島和美                | 布告文       | 脇威志     |
| 17   | 5月17日        | あさり塾へいく!               | 筒井ともみ   | 福島和美                | 布告文       | 山本善之   |
| 18   | 5月24日        | 寝ずの番は誰だ?               | 酒井あきよし | 遠藤勇二                | 白土武       | 伊藤英治   |
| 18   | 5月24日        | 夢の優等生バッジ              | 酒井あきよし | 遠藤勇二                | 白土武       | 佐貫利勝   |
| 19   | 5月31日        | 短気はソン気                  | 山崎忠昭     | 正延宏三                | 笠原彰       | 勝井和子   |
| 19   | 5月31日        | オニの家庭教師                | 山崎忠昭     | 正延宏三                | 笠原彰       | 勝井和子   |
| 20   | 6月7日         | 一枚のキップ                  | 山崎忠昭     | 福島和美                | 大鹿日出明   | 脇威志     |
| 20   | 6月7日         | あさりのボーイフレンド        | 山崎忠昭     | 福島和美                | 大鹿日出明   | 佐貫利勝   |
| 21   | 6月14日        | 父の日バンザイ                | 筒井ともみ   | （遠藤克己） 関田修     | 笠原彰       | 勝井和子   |
| 21   | 6月14日        | 死神をぶっ飛ばせ!             | 筒井ともみ   | （遠藤克己） 関田修     | 遠藤克己     | 勝井和子   |
| 22   | 6月21日        | ざぶとんドレス                | 酒井あきよし | 遠藤勇二                | 及川博史     | 伊藤英治   |
| 22   | 6月21日        | わたしがエースよ!             | 酒井あきよし | 遠藤勇二                | 及川博史     | 伊藤英治   |
| 23   | 6月28日        | 作文はつらいよ                | 筒井ともみ   | 正延宏三                | 笠原彰       | 勝井和子   |
| 23   | 6月28日        | あさり姫のドラゴン退治        | 筒井ともみ   | 正延宏三                | 笠原彰       | 勝井和子   |
| 24   | 7月5日         | 注射はきらい                  | 山崎忠昭     | 福島和美                | 内山まさゆき | 佐貫利勝   |
| 24   | 7月5日         | たなばたと竹泥棒              | 山崎忠昭     | 福島和美                | 内山まさゆき | 伊藤英治   |
| 25   | 7月12日        | お化けがこわい!               | 酒井あきよし | 山本寛巳                | 辻佳宏       | 脇威志     |
| 25   | 7月12日        | 大食いあさり                  | 酒井あきよし | 山本寛巳                | 福地信之     | 下道一範   |
| 26   | 7月19日        | ベッドのたたり                | 筒井ともみ   | （遠藤克己） 関田修     | 遠藤克己     | 勝井和子   |
| 26   | 7月19日        | あさりの水泳教室              | 筒井ともみ   | （遠藤克己） 関田修     | 笠原彰       | 勝井和子   |
| 27   | 7月26日        | うなぎ!うなぎ!!               | 筒井ともみ   | 生頼昭憲                | 及川博史     | 伊藤英治   |
| 27   | 7月26日        | ひとりぼっちの気分            | 筒井ともみ   | 生頼昭憲                | 及川博史     | 井出智子   |
| 28   | 8月2日         | 海へいきたい!                 | 酒井あきよし | 正延宏三                | 笠原彰       | 勝井和子   |
| 28   | 8月2日         | スイカちゃん                  | 酒井あきよし | 正延宏三                | 笠原彰       | 勝井和子   |
| 29   | 8月9日         | 涼しいのがすき!               | 安斉あゆ子   | 福島和美                | 大鹿日出明   | 伊藤英治   |
| 29   | 8月9日         | らりるれ湖の怪獣              | 安斉あゆ子   | 福島和美                | 大鹿日出明   | 伊藤英治   |
| 30   | 8月16日        | あさりちゃん宇宙へ行く        | 山崎忠昭     | 遠藤勇二                | 白土武       | 下川忠海   |
| 31   | 8月23日        | 恐怖の館                      | 筒井ともみ   | （遠藤克己） 関田修     | 遠藤克己     | 勝井和子   |
| 31   | 8月23日        | 花火大会だいすき              | 筒井ともみ   | （遠藤克己） 関田修     | 笠原彰       | 勝井和子   |
| 32   | 8月30日        | とっかえ誕生日?               | 酒井あきよし | 山本寛巳                | 辻佳宏       | 伊藤英治   |
| 32   | 8月30日        | 失敗!トースト娘               | 酒井あきよし | 山本寛巳                | 福地信之     | 下川忠海   |
| 33   | 9月13日        | トンでるあさり                | 山崎忠昭     | 正延宏三                | 笠原彰       | 勝井和子   |
| 33   | 9月13日        | 日本ウソっこ昔話              | 山崎忠昭     | 正延宏三                | 笠原彰       | 勝井和子   |
| 34   | 9月20日        | ああスパルタ教育              | 安斉あゆ子   | 福島和美                | 及川博史     | 伊藤英治   |
| 34   | 9月20日        | おばあちゃん万歳              | 筒井ともみ   | 福島和美                | 及川博史     | 伊藤英治   |
| 35   | 9月27日        | カミナリこわい!!              | 筒井ともみ   | 生頼昭憲                | 大鹿日出明   | 池田祐二   |
| 35   | 9月27日        | あさりのお見合い              | 安斉あゆ子   | 生頼昭憲                | 大鹿日出明   | 伊藤英治   |
| 36   | 10月11日       | 秋だ!あさりだ!オヤツがうまい! | 酒井あきよし | （葛西治） 関田修       | 笠原彰       | 勝井和子   |
| 37   | 10月18日       | 優勝!仮装大会                 | 山崎忠昭     | 山本寛巳                | 辻佳宏       | 池田祐二   |
| 37   | 10月18日       | スケートやりたい              | 山崎忠昭     | 山本寛巳                | 福地信之     | 伊藤英治   |
| 38   | 10月25日       | ママの夢は名選手              | 安斉あゆ子   | 正延宏三                | 笠原彰       | 勝井和子   |
| 38   | 10月25日       | 天才少女あさり!               | 安斉あゆ子   | 正延宏三                | 笠原彰       | 勝井和子   |
| 39   | 11月1日        | 残酷!山の英語塾               | 山崎忠昭     | 福島和美                | 白土武       | 伊藤英治   |
| 39   | 11月1日        | ケーキはこりごり              | 山崎忠昭     | 福島和美                | 及川博史     | 池田祐二   |
| 40   | 11月8日        | 国際結婚したい!               | 酒井あきよし | （遠藤克己） 関田修     | 遠藤克己     | 勝井和子   |
| 40   | 11月8日        | お!ミュージカル               | 酒井あきよし | （遠藤克己） 関田修     | 笠原彰       | 勝井和子   |
| 41   | 11月15日       | 世界最強のタタミ              | 筒井ともみ   | 福島和美                | 辻佳宏       | 伊藤英治   |
| 41   | 11月15日       | 遠足は重たいよ!               | 筒井ともみ   | 福島和美                | 辻佳宏       | 伊藤英治   |
| 42   | 11月22日       | あこがれのドレス              | 安斉あゆ子   | 山本寛巳                | 大鹿日出明   | 佐貫利勝   |
| 42   | 11月22日       | コーヒーで大失敗              | 安斉あゆ子   | 山本寛巳                | 大鹿日出明   | 伊藤英治   |
| 43   | 11月29日       | むかしむかしのおおむかし      | 山崎忠昭     | 正延宏三                | 笠原彰       | 勝井和子   |
| 44   | 12月6日        | たまご酒はダメ!               | 筒井ともみ   | 福島和美                | 福地信之     | 山本善之   |
| 44   | 12月6日        | 子犬になりたい!               | 筒井ともみ   | 福島和美                | 及川博史     | 田中資幸   |
| 45   | 12月13日       | 思いやりって大変              | 酒井あきよし | （遠藤克己） 関田修     | 遠藤克己     | 勝井和子   |
| 45   | 12月13日       | 恋のキューピット              | 酒井あきよし | （遠藤克己） 関田修     | 笠原彰       | 勝井和子   |
| 46   | 12月20日       | 欲ばりクリスマス              | 山崎忠昭     | 山本寛巳                | 白土武       | 佐貫利勝   |
| 46   | 12月20日       | さいみん術大騒動              | 安斉あゆ子   | 山本寛巳                | 及川博史     | 伊藤英治   |
| 47   | 1983年 1月10日 | お金だ!スターだ!しもやけだ!!  | 筒井ともみ   | 福島和美                | 福地信之     | 伊藤雅人   |
| 48   | 1月17日        | ママの作った洋服              | 安斉あゆ子   | 正延宏三                | 笠原彰       | 勝井和子   |
| 48   | 1月17日        | 出たぞ!学校新聞               | 山崎忠昭     | 正延宏三                | 笠原彰       | 勝井和子   |
| 49   | 1月24日        | スキーに行きたい              | 安斉あゆ子   | （遠藤克己） 関田修     | 遠藤克己     | 勝井和子   |
| 49   | 1月24日        | 妹ってかわいそう              | 安斉あゆ子   | （遠藤克己） 関田修     | 笠原彰       | 勝井和子   |
| 50   | 1月31日        | 天才脳ミソさようなら          | 山崎忠昭     | 正延宏三                | 笠原彰       | 勝井和子   |
| 51   | 2月7日         | ママは安全運転?               | 筒井ともみ   | 福島和美                | 白川忠志     | 佐貫利勝   |
| 51   | 2月7日         | 激突!ゆめ合戦                 | 筒井ともみ   | 福島和美                | 白川忠志     | 佐貫利勝   |
| 52   | 2月14日        | ブラジャー欲しい              | 安斉あゆ子   | 関田修                  | 笠原彰       | 勝井和子   |
| 53   | 2月21日        | 愛のメルヘン少女              | 山崎忠昭     | 福島和美                | 上村栄司     | 伊藤英治   |
| 54   | 2月28日        | 悪魔の国の大冒険              | 山崎忠昭     | 山本寛巳                | 大鹿日出明   | 山本善之   |

### 放送局
放送系列は放送当時、放送日時は個別に出典が掲示してあるものを除き、1982年12月中旬 - 1983年1月上旬時点のものとする。
| 放送対象地域  | 放送局             | 放送日時                                                                                   | 放送系列                                     | 備考                                                                |
| ------------- | ------------------ | ------------------------------------------------------------------------------------------ | -------------------------------------------- | ------------------------------------------------------------------- |
| 関東広域圏    | テレビ朝日         | 月曜 19:00 - 19:30                                                                         | テレビ朝日系列                               | 制作局                                                              |
| 北海道        | 北海道テレビ       | 月曜 19:00 - 19:30                                                                         | テレビ朝日系列                               |                                                                     |
| 青森県        | 青森放送           | 月曜 19:00 - 19:30                                                                         | 日本テレビ系列 テレビ朝日系列                |                                                                     |
| 宮城県        | 東日本放送         | 月曜 19:00 - 19:30                                                                         | テレビ朝日系列                               |                                                                     |
| 福島県        | 福島放送           | 月曜 19:00 - 19:30                                                                         | テレビ朝日系列                               |                                                                     |
| 静岡県        | 静岡けんみんテレビ | 月曜 19:00 - 19:30                                                                         | テレビ朝日系列                               | 現・静岡朝日テレビ。                                                |
| 中京広域圏    | 名古屋テレビ       | 月曜 19:00 - 19:30                                                                         | テレビ朝日系列                               | 現在の愛称は『メ〜テレ』                                            |
| 近畿広域圏    | 朝日放送           | 月曜 19:00 - 19:30                                                                         | テレビ朝日系列                               | 現・朝日放送テレビ。                                                |
| 広島県        | 広島ホームテレビ   | 月曜 19:00 - 19:30                                                                         | テレビ朝日系列                               |                                                                     |
| 香川県 岡山県 | 瀬戸内海放送       | 月曜 19:00 - 19:30                                                                         | テレビ朝日系列                               |                                                                     |
| 福岡県        | 九州朝日放送       | 月曜 19:00 - 19:30                                                                         | テレビ朝日系列                               |                                                                     |
| 大分県        | テレビ大分         | 月曜 19:00 - 19:30                                                                         | フジテレビ系列 日本テレビ系列 テレビ朝日系列 |                                                                     |
| 鹿児島県      | 鹿児島テレビ       | 月曜 19:00 - 19:30                                                                         | フジテレビ系列 日本テレビ系列 テレビ朝日系列 | 1982年9月まで放送。 1982年10月に鹿児島放送の開局に伴い、ANNを脱退。 |
| 鹿児島県      | 鹿児島放送         | 月曜 19:00 - 19:30                                                                         | テレビ朝日系列                               | 1982年10月開局から放送。                                            |
| 岩手県        | 岩手放送           | 金曜 17:00 - 17:30（1982年8月中旬 - 9月上旬時点） → 土曜 6:25 - 6:55（1982年10月23日から） | TBS系列                                      | 現・IBC岩手放送。                                                   |
| 秋田県        | 秋田放送           | 木曜 17:30 - 18:00                                                                         | 日本テレビ系列                               |                                                                     |
| 山形県        | 山形放送           | 木曜 17:00 - 17:30（1982年5月時点） → 木曜 16:30 - 17:00（1983年5月時点）                  | 日本テレビ系列 テレビ朝日系列                |                                                                     |
| 山梨県        | 山梨放送           | 月曜 17:00 - 17:30                                                                         | 日本テレビ系列                               |                                                                     |
| 新潟県        | 新潟総合テレビ     | 水曜 16:55 - 17:25                                                                         | フジテレビ系列 テレビ朝日系列                | 現・NST新潟総合テレビ。                                             |
| 長野県        | 信越放送           | 月曜 17:25 - 17:55                                                                         | TBS系列                                      |                                                                     |
| 富山県        | 北日本放送         | 水曜 17:00 - 17:30                                                                         | 日本テレビ系列                               | 放送期間：1982年6月23日から1983年7月20日まで                        |
| 石川県        | 石川テレビ         | 土曜 8:00 - 8:30                                                                           | フジテレビ系列                               | 放送期間：土曜時代は1982年4月10日から1983年4月2日まで               |
| 福井県        | 福井放送           | 日曜 10:00 - 10:30                                                                         | 日本テレビ系列                               | 放送期間：1982年1月31日から1983年3月6日まで。                       |
| 山口県        | 山口放送           | 日曜 10:00 - 10:30                                                                         | 日本テレビ系列 テレビ朝日系列                |                                                                     |
| 徳島県        | 四国放送           | 火曜 17:30 - 18:00                                                                         | 日本テレビ系列                               |                                                                     |
| 愛媛県        | 愛媛放送           | 月曜 17:25 - 17:55                                                                         | フジテレビ系列                               | 現・テレビ愛媛。                                                    |
| 高知県        | 高知放送           | 金曜 17:00 - 17:30（1982年8月中旬 - 9月上旬時点） → 金曜 17:30 - 18:00                     | 日本テレビ系列                               |                                                                     |
| 長崎県        | 長崎放送           | 木曜 17:20 - 17:50                                                                         | TBS系列                                      |                                                                     |
| 熊本県        | テレビ熊本         | 月曜 17:30 - 18:00                                                                         | フジテレビ系列 テレビ朝日系列                |                                                                     |
| 宮崎県        | テレビ宮崎         | 月曜 17:30 - 18:00                                                                         | フジテレビ系列 日本テレビ系列 テレビ朝日系列 |                                                                     |

### 映像ソフト
2005年、「あさりちゃんセレクション」としてDVD全4巻が発売された。
初の全話収録、完全デジタルリマスター版DVDとして、2014年1月29日に「想い出のアニメライブラリー 第16集 あさりちゃん DVD-BOX デジタルリマスター版 Part1」、2014年2月28日に「想い出のアニメライブラリー 第16集 あさりちゃん DVD-BOX デジタルリマスター版 Part2」がベストフィールドより発売された。Part1は第1話から第27話、Part2は第28話から第54話が収録されている。

## 劇場版
1982年3月30日公開の『東映まんがまつり』内で、劇場版新作『あさりちゃん 愛のメルヘン少女』が公開された。上映時間は25分。
てんとう虫コミックス第4巻に掲載された「あさりちゃんのメルヘン劇場」をもとにした作品で、あさりが『シンデレラ』や『狼と七匹の子山羊』などの世界童話の主人公に扮する内容。オープニングについては、テーマ曲・映像ともにテレビ版と同様。ただし、タイトル表示部は「あさりちゃん」のタイトル登場がテレビ版よりも早く、その後に副題の「愛のメルヘン少女」が登場する。また、ラストのあさりの歩行場面は、あさりが涙を拭く場面が省略されている。一方のエンディングは、テーマ曲についてはテレビ版の「私は女の子」を2番まで使用し、映像については映画オリジナルである。
本作は劇場用に公開された後、テレビ版の第53回（1983年2月21日放送分）としても使われた。この作品を単独収録したビデオソフトは発売されていないが、BD-BOX・DVD-BOX『スーパー戦隊 THE MOVIE』には『東映まんがまつり』の予告編が映像特典として収録されている。

### 声の出演
- 浜野あさり - 三輪勝恵
- 浜野タタミ - 川島千代子
- ママ（浜野さんご） - 向井真理子
- パパ（浜野イワシ） - 富山敬
- 王子 - 森功至
- 使者 - 寺田誠
- アサリ / またたびカラス - 戸谷公次
- 侍女 - 中野聖子
- 少女 - 鈴木富子

### スタッフ
- 製作 - 今田智憲
- 企画 - 勝田稔男
- 原作 - 室山まゆみ
- 音楽 - 筒井広志
- 脚本 - 山崎忠昭
- 美術監督 - 伊藤英治
- 作画監督 - 上村栄司
- 製作担当 - 武田寛
- 原画 - 及川博史、土橋博、国島龍二、坂田筆夫
- 動画 - 佐藤やす子、石地富司夫、小柳信行、三浦弘二、吉沢亮吉、松村啓子
- 背景 - 丸森俊昭、水野尾純一、伊藤雅人、加藤良恵
- 仕上 - 平賀豊彦、塚田劭、茂木明子、高橋慶子
- 特殊効果 - 中島正之
- 撮影 - 岡芹利明
- 編集 - 鳥羽亮一
- 録音 - 波多野勲
- 音響効果 - 伊藤道広（E&Mプランニングセンター）
- 選曲 - 宮下滋
- 演出助手 - 金山通弘、貝沢幸男
- 製作進行 - 箕ノ口克己
- 記録 - 原芳子
- 現像 - 東映化学
- 演出 - 福島和美

### 同時上映
- 世界名作童話 アラジンと魔法のランプ（劇場用新作）
- 大戦隊ゴーグルファイブ（劇場用新作）
- まんが日本昔ばなし ほらふき天狗 おけさ猫（TVブローアップ版）

## 他作品とのコラボレーション
- とっとこハム太郎

『あさりちゃん 2018?!』でコラボエピソードが収録。
- KIRIMIちゃん.

2020年10月2日から15日まで、東京キャラクターストリートG階段下でのワゴンショップで展開。